# 西久保神社
西久保神社（にしくぼじんじゃ）は、かつて樺太・豊原市に存在した神社である。
樺太進駐に当り勇戦し、戦死を遂げた西久保豊一郎陸軍歩兵少佐外18名の将兵を祀っていた。
日露戦争に乗じて樺太に進駐した日本がダリネエーを占領した翌年の明治39年（1906年）5月3日には、同地に初の移住者が現れた。その後移住者は増え、同年10月には37戸を数えるまでになる。始めこの地は西久保村といい、町村制施行に伴って豊原村に編入され字軍川に改称され部落が拡大すると神社創建の運びとなり、樺太回帰の恩人である西久保豊一郎陸軍歩兵少佐を主祭神とした神社が計画される。明治40年（1907年）7月12日に斎場を設けて祀り、大正4年（1915年）5月15日に神社を起工し、同30日に竣工する。卜によって大正4年7月12日に鎮座祭が行われた。また、同時に西久保少佐の外共に激戦を戦った今村善男少尉以下18名の将兵も合祀された。神社には西久保少佐の兄で当時の北海道庁長官であった西久保弘道によって少佐の軍刀が寄贈され、社殿に安置された。大正11年（1922年）3月11日に公認となった神社は、7月2日を例祭、4月30日を祈年祭、12月1日を新嘗祭日と定めた。

## 諸祭神
| 階級位階勲等功級               | 祭神名         |
| ------------------------------ | -------------- |
| 陸軍歩兵少佐正六位勲四等功四級 | 西久保豊一郎命 |
| 予備陸軍歩兵少尉勲六等功五級   | 今村善男命     |
| 予備陸軍歩兵曹長勲七等功六級   | 市原留吉命     |
| 予備陸軍歩兵曹長勲七等功六級   | 久芳喜一命     |
| 予備陸軍歩兵軍曹勲七等         | 林源三命       |
| 予備陸軍歩兵伍長勲八等功七級   | 白山甚之助命   |
| 予備陸軍歩兵上等兵勲八等功七級 | 中島松五郎命   |
| 予備陸軍歩兵上等兵勲八等功七級 | 塚本紋太郎命   |
| 予備陸軍歩兵上等兵勲八等功七級 | 佐々木佐市命   |
| 予備陸軍歩兵一等卒勲八等       | 小泉経松命     |
| 予備陸軍歩兵一等卒勲八等       | 増田悦蔵命     |
| 予備陸軍歩兵一等卒勲八等       | 門井政之助命   |
| 予備陸軍歩兵一等卒勲八等       | 大貫鉄太郎命   |
| 予備陸軍歩兵一等卒勲八等       | 小川佐治郎命   |
| 予備陸軍歩兵一等卒勲八等       | 中村伊一命     |
| 予備陸軍歩兵一等卒勲八等       | 中谷次郎市命   |
| 予備陸軍歩兵一等卒勲八等功七級 | 見波嘉一郎命   |
| 予備陸軍歩兵一等卒勲八等功七級 | 熊沢関蔵命     |
| 予備陸軍歩兵二等卒勲八等       | 田代伊兵衛命   |